# Manolo Blasco
| 9900 Llull        | 13 giugno 1997    |
| 20140 Costitx     | 23 agosto 1996    |
| 20141 Markidger   | 13 settembre 1996 |
| 71855 Incamajorca | 31 ottobre 2000   |
| 73845 1996 RF3    | 6 settembre 1996  |

Manolo Blasco (...) è un astronomo spagnolo.
Il Minor Planet Center gli accredita la scoperta di cinque asteroidi, effettuate tra il 1996 e il 2000, di cui una in collaborazione con Salvador Sánchez.